# Dorfkirche Krusemark

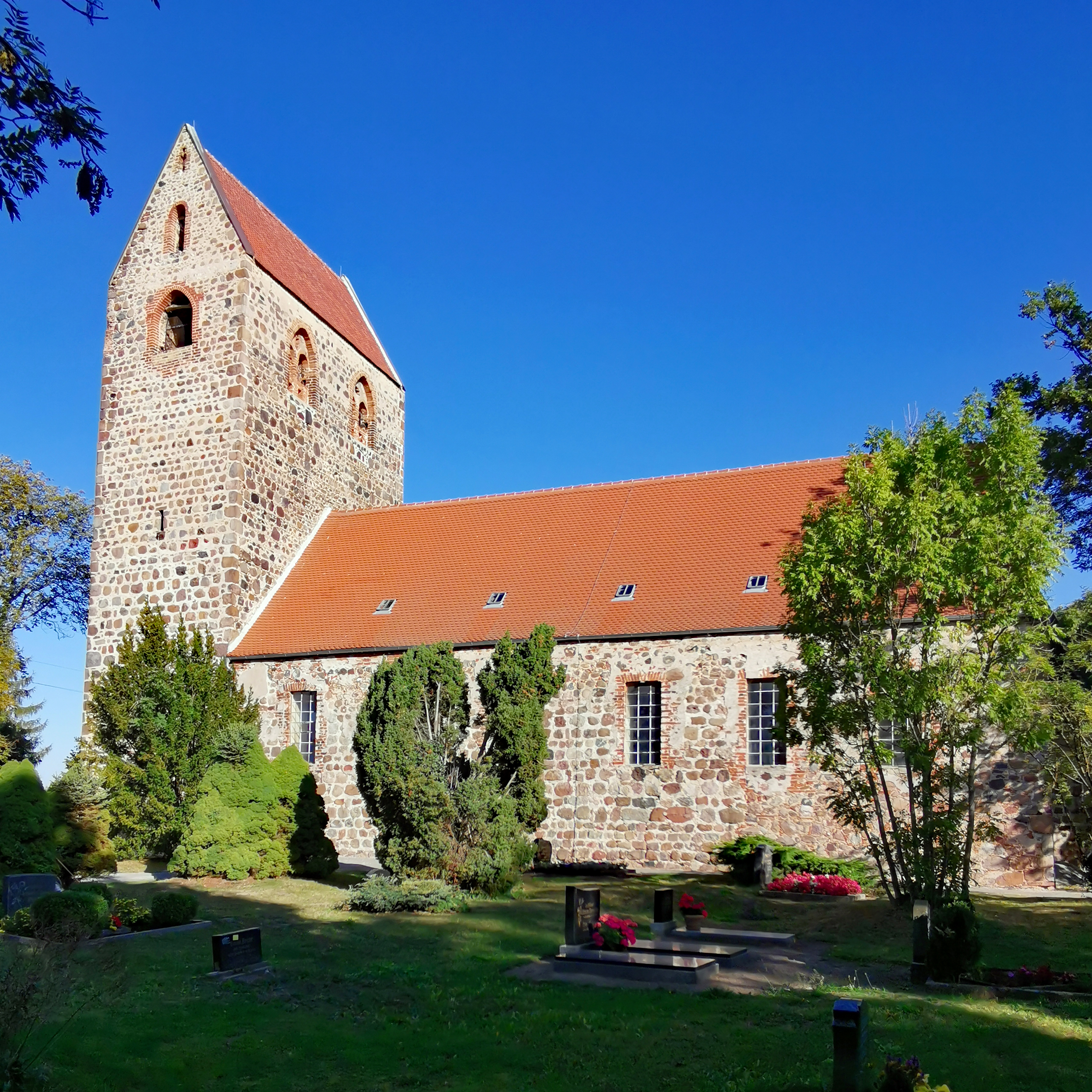
Dorfkirche Krusemark

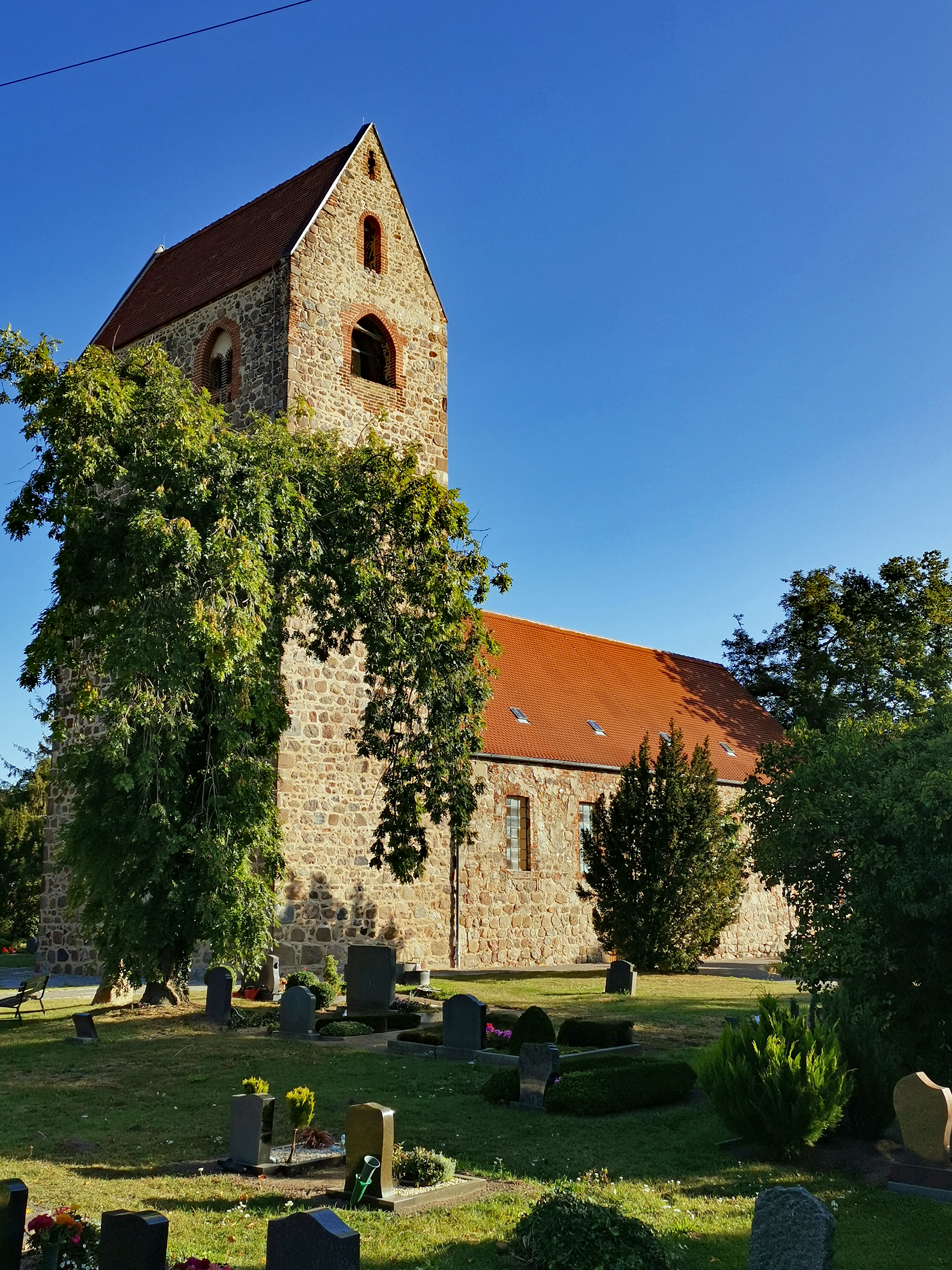
Südwestansicht

Die evangelische Dorfkirche Krusemark ist eine romanische Saalkirche im Ortsteil Krusemark (Hohenberg-Krusemark) von Hohenberg-Krusemark im Landkreis Stendal in Sachsen-Anhalt. Sie gehört zum Pfarrbereich Klein-Schwechten im Kirchenkreis Stendal der Evangelischen Kirche in Mitteldeutschland.

## Geschichte und Architektur
Die Kirche ist ein langgestreckter Feldsteinbau aus der zweiten Hälfte des 12. Jahrhunderts. Die ursprüngliche vollständige Anlage einer romanischen Dorfkirche wurde 1726 umgebaut, indem der Chor auf Schiffsbreite gebracht wurde, wobei die Apsis beibehalten wurde. Dabei wurden die Fenster bis auf diejenigen in der Apsis rechteckig verändert und auf dem hohen Westturm mit Satteldach zwischen Giebeln ein Dachreiter hinzugefügt. Die Schallöffnungen im Turm sind in Backstein ausgeführt. Das abgetreppte Südportal ist mit Kämpfern aus Schräge und Platte versehen. Ein zweigeschossiger barocker Anbau auf der Nordseite enthielt einst die Herrschaftsloge. Das Innere wurde beim Umbau von 1726 als einheitlicher Saal mit flacher Balkendecke gestaltet.

## Ausstattung
Hauptstück der Ausstattung ist ein hölzerner Kanzelaltar von 1726 mit seitlichen Durchgängen, der in die Apsis hineingebaut wurde und am Kanzelkorb mit Gemälden der vier Evangelisten versehen ist. Ein spätromanischer Taufstein aus Sandstein hat eine achteckige Kuppa. Ein kleiner hölzerner Kruzifixus aus der zweiten Hälfte des 15. Jahrhunderts befindet sich im Gemeinderaum. An den Längswänden sind vier aufwändige barocke Epitaphien angebracht:
- für Erdmann von Krusemark, Kriegskommandeur in der Altmark († 1684) mit kniender Figur des Gerüsteten in ewiger Anbetung, gerahmt von einer Ahnenprobe mit Inschrifttuch darunter, im gesprengten Giebel der Ädikula ist das Allianzwappen zu sehen,
- für Oberst Adam von Krusemark († 1689), dem ehemaligen Kommandanten von Magdeburg, mit einem umkränzten Brustbild des Gerüsteten als Relief im Zentrum des ädikulaartigen Aufbaus, umgeben von Ahnenprobe und Trophäenschmuck (durch Diebstahl reduziert),
- für Dorothea Elisabeth von Krusemark, geborene von Lüderitz († 1705), 1714 gestiftet, in edlen klassizisierenden Barockformen und einer Ädikula mit Inschrift und Wappen, bekrönt von antikischen Rauchvasen mit einem Sarkophag davor,
- und für Hans Erdmann von Krusemark († 1717) mit einer Büste des Verstorbenen mit Ahnenprobe in einer Nische, am Sockel zwei Putten mit Inschriftkartuschen.

Die Orgel ist ein im Jahr 1936 restauriertes Werk von Johann Georg Helbig aus dem Jahr 1727 im barocken Prospekt mit zwölf Registern auf einem Manual und Pedal.